# Pont d'Arfa
El Pont d'Arfa és un pont de la Ribera d'Urgellet (Alt Urgell) inclòs a l'Inventari del Patrimoni Arquitectònic de Catalunya.

## Descripció
Es tracta d'un pont d'època medieval de 3 arcs que passa sobre el riu Segre, situat a l'entrada de la vila d'Arfa. Presenta lleugera esquena d'ase (segurament rebaixada). Passa sobre el riu Segre. Va resistir la riuada del 1982, que no va destruir l'enllaç del pont amb la carretera (que enllaça amb la general de la Seu d'Urgell), on s'hi ha fet un nou arc.
Ha estat reconstituït.